# Frederic Charles de Baër
Frederic Charles de Baër, född 15 juni 1715 i Strasbourg, död 23 april 1793, var en svensk diplomat och präst.
Baër var son till en köpman i Strasbourg, studerade vid universitetet där och blev 1742 adjunkt vid svenska legationskapellet i Paris och 1744 legationspredikant. Utöver sin prästtjänst tjänstgjorde han även vid legationskansliet, ibland även som legationssekreterare. 1755-56 utgav han anonymt på franska och tyska ett urval av de viktigaste handlingarna rörande striderna med hovpartiet och uttalade sig där till stöd för mössorna. Trots det uttalade Baër efter Gustav III:s statskupp sitt stöd till denna. Han blev 1760 utländsk ledamot av Vetenskapsakademien, adlades 1772 och blev samma år hedersprofessor i teologi vid universitetet i Strasbourg. Han var även ledamot av franska vetenskapsakademien samt ledamot av akademier i Göttingen och Augsburg. År 1784 erhöll han avsked från legationsprästbefattningen.
Sin främsta insats gjorde Baër som förmedlare av kulturella förbindelser mellan Frankrike och Sverige. Han stod i brevväxling med Carl von Linné och verkade för dennes inval i franska vetenskapsakademien. Han stod även i flitig brevväxling med Pehr Wargentin. Han meddelade kulturella nyheter från Frankrike till sina svenska vänner. Samtidigt verkade han för spridning av svensk litteratur i Frankrike, bland annat som medarbetare i Journal étranger och utgav franska översättningar av Hedvig Charlotta Nordenflycht, Olof von Dalin. Bland hans egna arbeten märks förutom en del teologiska arbeten och uppbyggelseskrifter ett försök att visa att innevånarna i Platons Atlantis var identiskt med judarna. Denna teori hade på andra grunder tidigare drivits av Jöns Eurenius.